# Motown Records
A Motown Records, também conhecida como Tamla-Motown, é uma gravadora americana de discos fundada em 12 de janeiro de 1959 por Berry Gordy Jr. na cidade de Detroit, estado americano de Michigan conhecida como "Motors Town", devido às montadoras de automóveis ali instaladas. O nome da gravadora é uma redução de "Motor Town". Nos anos 60 foi a mais bem sucedida na criação daquilo que se tornou conhecido como O Som da Motown, um estilo de "soul" bem característico, com o uso de instrumentos como pandeiros, baterias e instrumentos do "rhythm and blues" além de um estilo de 'canto-e-resposta' (com a repetição, por parte do coral, de frases inteiras ou palavras de alguns versos) originário da música gospel. O "som da Motown" também é marcado pelo uso de orquestração e instrumentos de sopro, por harmonias bem arranjadas e outros refinamentos de produção da música pop, e é considerado precursor da Era Disco dos anos 70.
Apesar de terem existido músicos negros norte-americanos de grande sucesso antes dos anos 60, incluindo Louis Armstrong, Ella Fitzgerald, Nat King Cole, e Chuck Berry, a Motown foi a mais importante lançadora de artistas negros desde seu surgimento até o surgimento do chamado "hip hop". Foi também a primeira a lançar músicas que deixavam de lado o puro e simples lirismo e mergulhavam também em temas sócio-políticos.
Foi também a criadora dos chamados 'girl groups', como Martha & the Vandellas e The Supremes. Seus artistas eram vestidos, penteados e coreografados de modo impecável, para exibições ao vivo nas tevês e shows. Deveriam, para a gravadora, funcionar como uma espécie de "embaixadores" para outros artistas negros norte-americanos em busca de sucesso.

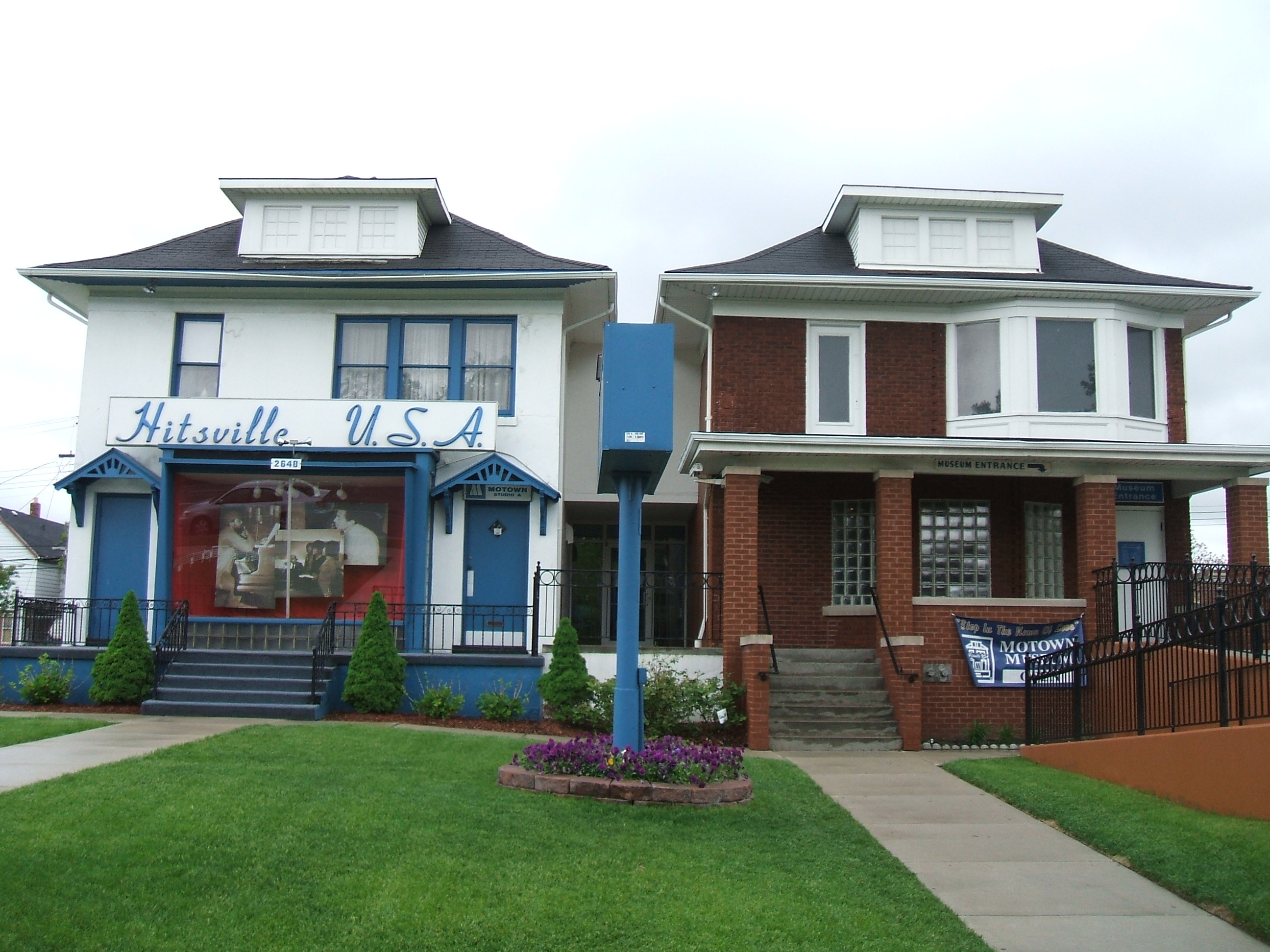
edifício Hitsville USA em Detroit, Michigan, que serviu como sede da Motown a partir de 1959 até 1968.

A maioria dos sucessos da Motown nos anos 60 - destaque para as primeiras gravações de Diana Ross e The Supremes - foi escrita pelo trio de compositores Holland-Dozier-Holland (Lamont Dozier, e os irmãos Brian e Edwin Holland Jr.). Tanto cuidado com a produção deu resultados: de 1961 a 1971 a Motown conseguiu emplacar nada menos que 110 músicas no "Top 10" norte-americano. Para completar o acompanhamento de alguns artistas, a gravadora teve também sua própria orquestra, chamada The Funk Brothers.

## O Processo de Motown
Motown se especializou num tipo de música "soul" que se referia com a marca registrada "The Motown sound" (o som da Motown). Criado especificamente para apelar ao gosto popular ("pop"), o som Motown tipicamente usava pandeiros para acentuar a batida traseira, linhas proeminentes e muitas vezes melódicas de baixo elétrico, estruturas de acordes e melodias distintas, e um estilo de canto de "chamada e resposta" o qual se originou na música gospel. Em 1971, Jon Landau escreveu em Rolling Stone que o som consistia em músicas com estruturas simples.
A produção de processo da Motown tem sido descrita como se fosse em uma fábrica . Os estúdios de Hitsville continuavam abertos e ativos por 22 horas por dia, e os artistas frequentemente viajavam fazendo turnê, voltavam para Detroit para gravar tantas canções possíveis, e depois prontamente iam para fazer turnê novamente. Berry Gordy tinha reuniões de controle de qualidade todas as Sexta-feiras pela manhã, e usava o poder de veto para que apenas as melhores atuações fossem lançadas. O teste era que cada lançamento novo tinha que se adaptar em uma sequência dos lançamentos de pop mais vendidos da semana. Várias canções que mais tarde se tornaram favoritas da crítica e do público foram inicialmente rejeitadas por Gordy, sendo as duas mais notáveis as canções de Marvin Gaye "I Heard It Through the Grapevine" e "What's Going On".
Muitas das canções mais conhecidas da Motown, inclusive todos os sucessos iniciais de The Supremes, foram escritas pelo trio de Holland–Dozier–Holland (Lamont Dozier e os irmãos Brian e Eddie Holland). Outros produtores e compositores importantes de Motown incluíam Norman Whitfield, William "Mickey" Stevenson, Smokey Robinson, Barrett Strong, Nickolas Ashford e Valerie Simpson, Frank Wilson, Pamela Sawyer e Gloria Jones, James Dean e William Weatherspoon, Johnny Bristol, Harvey Fuqua, Gil Askey, Stevie Wonder e o próprio Gordy.
O estilo criado pelos músicos da Motown era uma grande influência em múltiplos artistas fora da Motown em meados da década de 1960, como Dusty Springfield e the Foundations. No Reino Unido, o som da Motown se tornou a base do movimento northern soul.

## Exemplos
- "ABC", do Jackson Five
- "You Keep Me Hangin' On", com Diana Ross e The Supremes
- "Let´s Get it On, de Marvin Gaye
- "I Can´t Help Myself" com os The Four Tops
- "My Girl", com The Temptations

## Artistas relacionados
- The Supremes
- The Jackson Five (Michael Jackson)
- Drake Bell
- The Four Tops
- Rick James
- Martha Reeves and the Vandellas
- Smokey Robinson
- The Temptations
- Mary Wells
- DeBarge
- Jackie Wilson
- The Commodores e Lionel Richie
- Gladys Knight & the Pips
- The Miracles
- Stevie Wonder
- Marvin Gaye
- Marvelettes
- Contours
- Jr. Walker & The All Stars
- Barrett Strong
- Eddie Holland
- Edwin Starr
- Isley Brothers